# 侯氏鸟属
侯氏鸟属（学名：Houornis）是中国辽宁省九佛堂组发现的一种反鸟类。目前只有一个物种：有尾侯氏鸟（Houornis caudatus），曾被分类为华夏鸟的一个种，甚至被当成疑名。

## 描述
有尾侯氏鸟是种小型反鸟，具备有齿的长嘴及适合树栖的脚。该物种是从被压印为阴模和阳模的单件标本获知的，现收藏于北京的中国科学院古脊椎动物与古人类研究所，编号为IVPP V10917/2。此标本由周忠和于1993年在中国辽宁省波罗赤镇附近发现。原始骨骼虽未直接保存在上面，却可通过周围岩石上的印痕看出。起初认为它有一条骨质长尾，长度介于现代鸟类及长尾鸟类（如始祖鸟）之间，侯连海故于1997年将其命名为有尾华夏鸟（Cathayornis caudatus），意为“有尾的契丹鸟类”。该观点后被证伪，因为侯氏鸟实际上并没有特别长的尾综骨。
尽管有人认为，由于化石保存较差且不完整，因此该物种存疑，但王敏和刘迪2015年的一项研究足够完整，可将其与包括华夏鸟在内的类似物种进行比较，两人遂将其独立建属为侯氏鸟（Houornis），属名致敬侯连海。王敏和刘迪发现，通过几个解剖细节可将侯氏鸟与类似物种区分开，其中也包括赋予其种名的大号尾综骨。标本IVPP V10533是一副骨骼的后段，于1997年被侯连海归入该物种，其身份在2015年得到确认。另外两件非常破碎的标本IVPP V9936与V10896过去亦被归入燕都华夏鸟（C. yandica），但因未保存任何相同的骨骼关键部位，故无法直接与正模标本比较。

## 分类
有尾华夏鸟因被提出具有缺少尾综骨的骨质长尾而得名，并由于体型小而进一步区别于其它物种（肱骨不超过30（1.2英寸）长）。邹晶梅和戴克于2010年重新检查标本，并指出其实际上只比燕都华夏鸟正模标本稍小。石板上一条具备尾综骨的寻常反鸟类尾部清晰可见，部分髋骨被误作未融合的尾椎。因此两人认为有尾华夏鸟是个疑名。然而，在2015年对所谓“华夏鸟科”的重新评估中，王敏与刘迪确认有尾华夏鸟可与华夏鸟属区分开来，但系统发育分析仍无法确认该物种与其它反鸟类的亲缘关系，故将其列为地位未定。